# Cassiá
Cassiá, właśc. Jorge Antônio Dornelles Carpes (ur. 14 czerwca 1953 w São Borja) – brazylijski piłkarz, grający na pozycji obrońcy, trener piłkarski.

## Kariera piłkarska

### Kariera klubowa
W 1974 rozpoczął karierę piłkarską w Internacional de São Borja. Potem występował w klubach Grêmio, Santos FC, EC Bahia, Operário-MS, São José-RS i Coritiba, gdzie zakończył karierę w 1983 roku.

## Kariera trenerska
Karierę szkoleniowca rozpoczął w połowie lat 80 XX wieku. Trenował kluby São Borja, Brasil de Pelotas, Aimoré, Novo Hamburgo, São José-RS, Bagé, Cascavel, Santo André, Lajeadense, Ypiranga-RS, São Luiz, Pelotas, Rio Branco-SP, Grêmio, Portuguesa de Desportos, Bragantino, EC Juventude, Ponte Preta, SC Internacional, Figueirense i Criciúma.

## Sukcesy i odznaczenia

### Sukcesy piłkarskie
Grêmio
- mistrz Campeonato Gaúcho: 1977.

Operário-MS
- mistrz Campeonato Sul-Matogrossense: 1981.

### Sukcesy trenerskie
Grêmio
- mistrz Campeonato Gaúcho: 1993.

Pelotas
- mistrz Campeonato do Interior: 1992